# Diritto di accrescimento
Quando chiamate alla successione, a titolo particolare o universale (legato o testamento), sono più persone congiuntamente, e una (o più) di esse non voglia o non possa accettare, si ha (salvo che il testatore non abbia previsto la sostituzione, ovvero non ci siano i requisiti per la rappresentazione) accrescimento. In questo caso la quota degli altri chiamati alla successione si accresce.
Per quanto riguarda l'eredità: si ha accrescimento solo quando si ha la chiamata a succedere con un unico testamento.
Per quanto riguarda il legato: si ha accrescimento quando lo stesso oggetto sia stato legato a più persone, anche se in base a separate disposizioni.